# (137294) 1999 RE215
(137294) 1999 RE215, também escrito como (137294) 1999 RE215, é um objeto transnetuniano (TNO) que está localizado no cinturão de Kuiper, uma região do Sistema Solar. Este objeto é classificado com um cubewano. O mesmo possui uma magnitude absoluta (H) de 6,7 e, tem um diâmetro com cerca de 201 km, por isso existem poucas chances que possa ser classificado como um planeta anão, devido ao seu tamanho relativamente pequeno.

## Descoberta
(137294) 1999 RE215 foi descoberto no dia 7 de setembro de 1999 por Chadwick Trujillo, Jane Luu e David Jewitt.

## Órbita
A órbita de (137294) 1999 RE215 tem uma excentricidade de 0.105, possui um semieixo maior de 45,178 UA e um período orbital de cerca de 304 anos. O seu periélio leva o mesmo a uma distância de 40,372 UA em relação ao Sol e seu afélio a 49.985 UA.